# Ștefan Vladislav
Ștefan Vladislav (Стефан Владислав) (n. 1198, Raška⁠(d) – d. 1 noiembrie 1267) a fost regele Serbiei din 1234 până în 1243. A fost fiul mijlociu al reginei Eudokia Angelina și al regelui Ștefan cel întâi încoronat (Ștefan I Prvovenčani; care a domnit în Serbia între 1196 și 1228) și fratele lui Ștefan Radoslav (regele Serbiei din 1228 până în 1233) și al lui Ștefan Uroș I al Serbiei (regele Serbiei din 1243 până în 1276).
Ștefan Vladislav a fost căsătorit cu Beloslava a Bulgariei, fiica țarului Ioan Asan al II-lea.
Ștefan Radoslav, fiul cel mai mare al lui Ștefan I Prvovenčani, a fost îndepărtat de nobilimea sârbă datorită creșterii influenței Epirului prin alianța sa de căsătorie cu fiica lui Teodor Comnen Dukas, Ana Comnena Doukaina; astfel că Vladislav a fost numit succesorul său. Este sărbătorit ca Sfântul Vladislav de către Biserica Ortodoxă Sârbă.
În timpul domniei lui Vladislav, unchiul său arhiepiscopul Sava a mers într-un pelerinaj și a murit în Bulgaria în timp ce se afla în drum spre casă. Vladislav a primit trupul său și l-a îngropat în mănăstirea Mileševa, pe care a construit-o intenționat să fie locul său de înmormântare. Serbia avea o alianță politică cu Bulgaria la acea vreme, de când Vladislav era căsătorit cu Beloslava, fiica lui țarului Ioan Asan al II-lea. Vladislav i-a dat principatul Hum, o provincie lângă litoral care era atacată de cruciați maghiari.
După moartea lui Ioan Asen al II-lea, au început tulburări în Serbia. Mongolii, conduși de Kadan, au invadat Ungaria și au devastat Balcanii, moment în care nobilimea sârbă s-a ridicat împotriva lui Vladislav. În 1243, el a abdicat în favoarea fratelui său mai mic, Ștefan Uroș I al Serbiei, dar a rămas conducătorul principatului Zeta, iar soția sa Beloslava a revenit ca regină, după ce în timpul conflictului a fugit în Republica Ragusa.
El a fost descris ca fiind foarte energic, de încredere și temperat. Biserica Ortodoxă Sârbă îl venerează ca pe un sfânt la 24 septembrie [7 octombrie stil vechi].